# 바이오쇼크
《바이오쇼크》(영어: BioShock)는 2K 보스턴/2K 오스트레일리아(예전 이래셔널 게임즈)가 제작하고 켄 러빈이 디자인한 1인칭 슈팅 비디오 게임이다. 마이크로소프트 윈도우와 엑스박스 360용이 먼저 발매되고, 후에 플레이스테이션 3용이 발매되었다. 현재 IG Fun에서 휴대 플랫폼용으로 제작 중이다. 대한민국에서는 윈도우용은 한글화 없이  2007년 10월 5일 발매되었고, 엑스박스 360용은 자막 한글화를 거쳐  2008년 1월 10일에 발매되었으며 첫 주 판매량 순위에서 5위를 기록했다. 속편 《바이오쇼크 2》(Bioshock 2)는 전 세계적으로 2010년 2월 9일에 발매되었다.
이 게임은 대체 역사 세계관의 1960년대를 배경으로 한다. 플레이어는 비행기 추락 사고에서 살아남은 '잭'을 조종하여 디스토피아 수중 도시 랩처(Rapture)를 탐험하고 유전 변이된 인간과 기계 보초 등 많은 적들의 공격으로부터 살아남아야 한다. 롤플레잉 게임과 서바이벌 호러의 요소가 혼합되어 있다. 제작자와 러빈은 이 게임을 그들이 예전에 제작했던 시스템 쇼크 시리즈의 '정신적 후속작'이라고 표현했다.
이 게임은 주류 언론으로부터 상당히 긍정적인 평가를 받았으며, 평론가들의 평가를 기준으로 게임 랭킹스 비디오 게임 순위에서 13위를 기록했다. 특히 '도덕적인' 스토리라인이 높은 몰입감으로 호평을 받았으며, 아인 랜드의 영향을 받은 디스토피아식 뒷이야기 역시 찬사를 받았다. 바이오쇼크는 '철학과 심리와 도덕을 탐구할 전적으로 새로운 도구'라고 평가되기도 했다.
현재 유니버설 스튜디오 사에서는 이 게임을 바탕으로 실사 극장판을 계획하고 있으며, 감독은 캐리비안의 해적 시리즈의 고어 버빈스키가 맡기로 되어 있었으나, 제작비 문제로 《28주 후》의 감독인 후안 카를로스 프레스나디요로 바뀌었다.

## 게임플레이
바이오쇼크는 1인칭 슈팅 게임에 롤플레잉 게임의 커스터마이제이션 기능과 스텔스 요소가 결합된 것으로, 시스템 쇼크 2와 비슷하다. 2006년 9월 20일 공개된 13분 분량의 영상에서 초기 인터페이스와 인공지능이 공개됐다. 플레이어는 잭을 조종하여 랩쳐를 돌아다니며 임무 완수를 위해 무기와 플라스미드를 이용해 전투를 벌여야 한다. 때때로 플레이어는 감시 카메라와 자동화된 터렛의 감시를 피하기 위해 몰래 행동을 취해야 한다. 플레이어는 랩쳐를 탐험하면서 달러를 모으게 되고, 그것을 다양한 자동판매기에 사용할 수 있으며, 자동판매기를 통해 탄약, 체력, 그리고 부가적인 장비를 얻을 수 있고 가지고 있는 무기를 개선시킬수 있다. 플레이어는 또한 나사와 탄환 같은 잡동사니들을 무기 또는 쓸 수 있는 아이템을 제작하는 "U-제조 스테이션" 기계에 사용할 수 있다. 카메라, 터렛, 자동판매기를 해킹하면 공격 상대를 적으로 돌릴 수 있고, 자판기의 경우 아이템 가격이 할인된다. 해킹은 파이프 드림과 비슷한 미니게임을 제한된 시간안에 완수해야 가능하다. 플레이어는 게임 초기에 "연구 카메라"를 얻게 되는데, 적을 촬영함으로써 그들을 분석하며 잘 찍을수록 보너스를 얻게 된다. 적 분석을 충분히 하면 적에게 입히는 데미지가 증가하며 플라스미드와 분석 후의 적과의 전투에서 많은 보너스를 얻을 수 있다. 유리로 덮인 "부활 장치" 또한 게임 플레이 도중 자주 볼 수 있는데, 발견 즉시 바로 사용할 수는 없다. 대신 잭이 죽게 된다면 그의 시신은 원래의 몸에 가깝게 재구성되며 소유하고 있던 물건들은 그대로 남으나 그의 체력의 일부만 남는다. 게임속에서 잭이 죽으면 마지막으로 보거나 지나친 부활 장치에서 부활된다.
플레이어는 '플라스미드'를 모음으로써 잭은 특수한 방식의 공격이나 체력 증진, 해킹 기술 같은 패시브 능력을 얻을 수 있다. 플라스미드를 "사용"하려면 MP(Magic/Mana Point)와 비슷한 방식인 EVE를 소모하며, EVE는 게임 중 구할 수 있는 주사기를 통해 공급한다. 그러나 플라스미드를 사용하게 되면 인간성이 훼손되어 플레이어의 모습이 바뀐다. 플라스미드의 사용 정도에 따라 엔딩에 영향을 준다. "토닉"(강화제)은 패시브로 작동되는 플라스미드로 EVE가 필요없으나 한정된 수량만큼 착용할 수 있다.
그러므로 이 게임은 플라스미드와 무기, 주위의 환경을 적절하게 이용해야 한다.
'빅 대디'는 플레이어가 주의해야 하는 캐릭터로, 장갑한 잠수복을 입었으며 유전적으로 일반적인 인간보다 강하며, 리틀 시스터라는 스플라이서를 지킨다. 몇 개의 플라스미드는 도시 주변에서 구할 수 있으나, 대부분 '채집자의 화원'(유전자 강화 자판기)을 통해 구해야 하며, 달러가 아닌 리틀 시스터로부터 구한 일종의 화폐 단위인 'ADAM'으로 구입한다. ADAM을 모으기 위해서는 플레이어는 먼저 리틀 시스터와 동행하며 그들을 보호하는 '빅 대디'를 물리쳐야 한다. 그 후, 플레이어에게 선택의 기회가 주어진다. 리틀 시스터를 살려서 소량의 ADAM을 받거나, 아니면 죽여서 대량의 ADAM을 모으는 것이다. 선택에 따라 각각의 이점이 있는데, 어떤 선택을 하느냐에 따라 스토리라인에 영향을 주며, 게임의 난이도 역시 영향을 받는다.

## 설정
나, 앤드루 라이언이 묻겠다.
인간은 자기 자신의 노력의 대가를 받을 자격이 없는가?

워싱턴의 정치인들은 말한다,
그것은 가난한 자의 것이라고.
바티칸의 성직자들은 말한다,
그것은 신의 것이라고.
모스크바의 공산당은 말한다,
그것은 모든 이의 것이라고.

나는 이 모든 대답을 거부했다.
나는 그 대신 다른 것을 선택했다.
나는 불가능함을 선택했다.
나는 선택했다, 
랩쳐를.

바이오쇼크는 1960년대 디스토피아/반-유토피아적인 가상의 수중 도시 랩쳐(Rapture)를 배경으로 한다. 랩쳐의 역사는 도시를 탐험하면서 얻을 수 있는 녹음 내용을 통해 알 수 있다. 랩쳐는 사업가 앤드루 라이언이 계획한 곳으로, 그는 육지에서의 정치적·경제적·종교적 권위로부터 점점 가혹하게 억압받는 것으로부터 벗어나 자유방임주의 국가를 건설하고 싶어했다. 도시는 1946년 대서양 중부 해저 지역에 비밀리에 건설했고, 지열 에너지를 공급하기 위해 해저화산을 사용했다.
라이언이 랩쳐로 데려온 훌륭한 과학자들은 공학 및 생물 공학 분야의 급속한 발전을 유도했고, 그들 이외에도 운동선수, 예술가, 의사 등을 도시로 데려와 문화, 과학적인 진보로 랩쳐를 번창하였으며, 그러한 발전 중 하나는 ADAM으로, 브리짓 테넨바움 박사에 의해 발견된 것으로 바다 달팽이 이전의 미확인 종으로부터 줄기세포를 채취한 것이다. ADAM은 불완전한 줄기세포를 만들어 손상된 조직을 재생시키거나 인간 유전자을 재작성하는 기능을 가지고 있다. 그녀는 밀수업자이자 사업가인 프랭크 폰테인과 협력하여 그들은 소비자가 초인적인 능력을 가질 수 있게 하는 플라스미드 사업을 시작한다.
시간이 지나고, 빈부 격차는 늘어나기 시작하였다. 프랭크 폰테인은 하층민(라이언이 자신의 "철학"에 따라 철저히 무시한 계급)을 돕기 위한 자선 단체를 설립한다. 아이러니하게도, 그의 목적은 친절함과는 거리가 멀었다. 그의 궁극적인 목적은 자선 단체로 하층민을 조종하기 위한 것이었다. 그는 또한 육지로부터 밀수 사업으로 종교적인 도구와 같은 금지 품목을 시민들에게 공급했다.
그는 '폰테인 복지원(Fontaine's Home)', '소녀 고아원(Little Sister Orphanage)'등을 설립해 하층민들의 지지를 얻었고, 테넨바움은 바다 달팽이로부터 추출하는 ADAM의 양으로만은 한계가 있다는 것을 알고 숙주를 이용해 ADAM의 대량 생산을 하려고 한다. 이것을 위해 고아원의 어린 소녀들을 데려다가 리틀 시스터(위에 민달팽이를 기생시킴)로 만들어버린다.
그들은 폰테인이 플라스미드 사업을 통제하는 것에 따랐으며, 폰테인은 '폰테인 미래회사'를 설립하여 플라스미드의 관리권을 잡는다.또한 자신을 따르는 자들에게 플라스미드를 공급함으로써 강력한 군대를 만든다.
그는 라이언을 전복하려 했고, 격렬한 반란으로 인해 전투가 일어난다. 며칠 뒤 신문에 '폰테인이 죽었다'는 소식이 흐르고, 라이언은 폰테인의 플라스미드 사업의 관리권을 잡는다. 몇 달이 지나지 않아, 아틀라스라는 새로운 인물이 등장해 폰테인의 지지세력과 불만에 쌓인 하층민들을 통합하여 반란의 지도자로 떠올랐다. 1959년 섣달 그믐날(12월 31일), 아틀라스와 그의 ADAM 주입 추종자들이 라이언에 반대하여 다시 폭동을 일으키고 그것은 랩쳐 전체에 퍼지게 된다.
라이언은 차례로 자신의 군사력을 접합하기 시작했고, 그의 편집증세가 한계에 도달해 그는 랩쳐의 중앙 광장에 무고한 시민 12명을 매달아 죽인다. ADAM의 결핍을 해결하기 위해, 리틀 시스터는 도시를 떠돌아다니며 시체로부터 ADAM을 추출하게 교육을 받게 되고, 추출한 것을 그들이 배로 삼킨 후에 ADAM 그대로로 재활용한다. 많은 플라스미드의 배후에 있는 과학자 '수종' 박사가 창조해낸 '빅 대디'는 일반 인간에 비해 강하고 지적 능력이 사라진 인간으로, 장갑한 헬멧 잠수복을 입고 있으며 리틀 시스터의 작업을 보호하는 것이 목적이다.
ADAM의 결점은 사용자는 지속적으로 투입을 해야 하며 그렇지 않으면 정신적·육체적으로 고통을 받게 되며 퇴폐해진다는 것이었다. 전쟁에 의해 제작과 공급에 혼란이 일어나고, 도시의 모든 ADAM 사용자들은 결국 심하게 미쳐버린다. 플레이어가 도착하기까지, 돌연변이되지 않은 극소수의 사람만이 은신처에서 숨어서 살게 되었다.

## 줄거리

게임에서 등장하는 가상의 도시 랩쳐의 위치를 나타낸 지도. 빨간 점이 랩쳐이다.

게임은 1960년 랩쳐가 붕괴된 직후 잭(게임의 주인공)이 탄 비행기가 대서양을 지나는 중 불시착하는 것으로 시작한다. 추락 후에, 잭은 이 참사에서 살아남은 사람은 자신밖에 없음을 알게 되고, 가까운 곳에 등대가 설치된 섬을 발견하고 수영해 간다. 그 곳에는 수중 도시인 랩쳐로 들어가기 위한 구형 잠수기가 설치되어 있었다. 아일랜드 사람이라고 밝힌 아틀라스는 잠수함에 있는 무전기로 잭을 안전하게 인도한다. 그러는 동안 라이언은 잭을 육지 국가에서 온 요원으로 믿고 랩쳐의 자동화 시스템과 그의 페로몬으로 조정하는 스플라이서를 이용해 공격하게 한다. 아틀라스는 잭에게 살 수 있는 유일한 방법은 플라스미드로부터 받은 능력을 이용하고, ADAM을 추출하기 위해 반드시 리틀 시스터를 죽여야 한다고 말한다. 아틀라스의 말을 우연히 들은 테넌바움 박사는 잭에게 리틀 시스터를 살려야 한다고 강하게 주장하며, 각각의 리틀 시스터가 깊숙히 갖고 있던 바다 달팽이를 바꿔 플라스미드로 줄 거라고 말한다. 아틀라스는 그의 아내와 자식들이 잠수함에 숨어 있다고 하며 잭을 잠수함으로 인도한다. 잭과 아틀라스가 잠수함이 있는 만(灣)에 도착하는데 그때 라이언이 그것을 파괴시킨다. 분노한 아틀라스는 잭에게 라이언을 죽여달라고 요청한다.
마침내 잭은 사무실 앞에서 유유히 골프를 치고 있는 라이언을 대면하게 된다. 라이언은 그에게 진실을 알려준다. 잭은 사실 단지 2년 전에 랩쳐에서 태어났고, 유전자를 조작해 빠른 성숙이 이루어진 것이라고 얘기한다. 그는 라이언과 댄서인 재스민 졸린 사이에서 태어난 라이언의 사생아(私生兒)라는 것이었다. 라이언은 좀 더 깊숙히 들추며, 프랭크 폰테인이 잭의 배아를 매수한 후 "그렇게 해주시겠습니까?"(Would you kindly...?)라는 특정한 문장에 복종하게 만들어놨다고 한다. 그 후 랩쳐에 전쟁이 일어날 때 폰테인은 잭을 라이언의 손에 닿지 않게 육지로 보냈고, 폰테인과 라이언 사이의 충돌이 막다른 길에 몰리자, 잭은 교육되었던 대로 리볼버가 들어있는 짐을 들고 비행기에 타 비행기를 납치하고 등대 근처에 불시착하게 만들어 랩쳐로 돌아와 폰테인의 도구로 사용되게 했다는 것이었다. 랩쳐의 구형 잠수기 네트워크는 외부인이었다면 쓸 수 없었겠지만 잭이 라이언의 아들이었기에 자유롭게 이용할 수 있었다. 마침내, 라이언은 잭에게 자신을 죽일 거라면 자신이 바라는 대로 죽게 해달라고 한다. 라이언이 죽은 후, 잭은 아틀라스가 자신을 조종하는 문장을 사용해왔다는 것을 늦어서야 깨달았다. 아틀라스는 자신을 폰테인으로 밝히고, 라이언과의 관계에서 벗어나 흔적을 없애고 도시를 통제하기 위해 죽음으로 가장했다고 말한다. 그 후 잭이 도망가려 하는 순간 보안 시스템이 멋대로 재가동된다. 테넌바움 박사와 그녀의 리틀 시스터가 잭을 통풍구를 통해 탈출시키고, 잭은 떨어지면서 의식을 잃는다.
잭이 깨어나자, 테넌바움 박사는 이미 그의 몇 개의 조건적 반응("그렇게 해주시겠습니까?" 같은 특정 문장에 반응 등)을 없앴고, 그 중 심장을 멈추게 했을 수도 있었던 남은 하나까지 없앨 수 있도록 돕는다. 이것은 폰테인이 잭에 대한 통제권을 잃게 된 것이었다. 폰테인은 테넌바움에 대한 특이한 사실을 얘기해주는데, 테넌바움이 제2차 세계대전 때의 대학살과 랩쳐에서의 전쟁에서 살아남았으며, 그녀가 숨은 동기를 가지고 있다는 듯 얘기한다. 리틀 시스터의 도움으로 잭은 폰테인을 추적할 수 있게 되었다. 궁지에 몰린 폰테인은 막대한 양의 ADAM을 주입하고 비인간적인 괴물로 변하게 된다. 잭은 폰테인과 맞붙게 되고, 결국 이겨서 리틀 시스터가 폰테인을 진압하고 그로부터 ADAM을 추출하고 그를 죽인다.
테넌바움 박사가 내레이션을 맡은 엔딩은 플레이어가 리틀 시스터를 어떻게 다뤘느냐에 따라 3가지로 나뉜다. 해피 엔딩과 두 가지의 배드 엔딩으로 나뉘는데, 첫 번째로 플레이어가 리틀 시스터를 전부 구했다면 (그러므로 그들이 잭의 도움으로 전부 살아남았고 게다가 리틀 시스터의 희생을 최대로 줄였다면) 잭이 폰테인을 무찌른 후 리틀 시스터에게 돌아서서 다정하게 대한 후 스플라이서를 전부 죽인 뒤 마지막까지 살아남은 5명의 리틀 시스터와 함께 랩쳐를 떠난 것으로 암시된다. 엔딩은 5명의 리틀 시스터가 잭의 양녀가 되어 그와 육지로 돌아가 그의 보살핌 아래 살게 되고, 대학을 졸업하고, 결혼하며, 아이를 갖게 된다는 내용을 보게 된다. 테넌바움은 행복감을 느끼는 목소리로 잭의 정의로운 행동을 칭찬하며, 성인이 된 5명의 리틀 시스터가 잭의 임종을 지켜보는 것으로 끝을 맺는다.
두 번째로, 만약 플레이어가 모든 리틀 시스터로부터 ADAM을 채취했다면 (그러므로 죽였다면), 잭이 폰테인을 무찌른 후 리틀 시스터에게 돌아서며, 그들을 모두 죽이고 ADAM을 챙겼을 것으로 암시된다. 테넌바움은 경멸과 분노에 쌓인 목소리로 잭과 그의 행동을 비난한다. 그 뒤에, 핵 미사일을 장책한 탄도 미사일 장착 잠수함 주위에 구형 잠수기 여러개가 표면으로 올라오고, 스플라이서가 나오면서 사람들을 모두 죽이고 잠수함을 장악한다. 그 후, 핵 미사일이 등장하며 이것으로 잭이 세계대전을 일으킴을 알 수 있다. 세 번째로 플레이어가 몇 명은 살렸으나 조금은 죽였다면, 영상은 두 번째 엔딩과 같지만 목소리의 톤은 두 번째의 분노와는 달리 슬픈 어조를 띈다.

## 개발

### 초기의 줄거리
처음에는 지금 출시된 버전과는 상당히 다른 스토리라인을 가지고 있었다. 주인공은 원래 "종교 재교육자"(cult deprogrammer), 즉 컬트(소종교)에 광적으로 집착하는 사람을 교육하여 일반적인 사람들과 정신적·심리적으로 같게 바로 잡아주는 사람이었다. 켄 러빈은 "레즈비언 교제를 하는 딸의 생각관을 고쳐주길 바라는 사람들이 그들을 고용한다. 그들은 그녀들을 납치해 재교육시킨다. 분명 매우 암울한 사람이겠지만, 이런 걸 하는 캐릭터이다."라고 종교 재교육자가 하는 일을 예로 들었다. 다른 스토리라인도 존재했었는데, 캐릭터가 상원 의원으로 고용되는 것으로 러빈은 이 이야기가 채택되었다면 바이오쇼크는 더욱 정치적이었을 것이었다고 했다. 2004년 바이오쇼크를 개발한다고 공식적으로 밝힌 이후, 줄거리와 설정이 상당 부분 바뀌어왔다. 21세기에 과학자들이 발굴해낸 세계 2차 대전 시기의 버려진 지하 연구실을 배경으로, 연구실에서 벌어진 유전학적 실험으로 '드론', '솔저', '프레데터'로 불리는 세 가지의 계급을 가진 창조물들이 점점 형상화 되고 있다는 설정이었는데, 이 'AI 생태학'(AI Ecology)이 결국 지금의 완성작에서 볼 수 있는 '리틀 시스터', '빅 대디', '스플라이서'의 기초를 형성했다.
게임 디자인이 먼저라는 것이 이래셔널 게임즈의 중요한 원칙이라는 러빈이 한 말과 일관되게 줄거리가 변화를 가지면서 게임플레이와 그 줄거리(AI 생태학)는 결과적으로 출시된 버전과 비슷하다. 레빈은 또한 "두 가지의 결말을 만드는 것은 절대 내 의도가 아니었다. 결말에 대한 요청은 늦어서야 내게 닥쳐 왔고, 내 먹이 사슬 꼭대기 위에 사람이 한 것."라고 말했다.
게임 전문 웹사이트 IGN의 인터뷰 질문에 러빈은 "나는 쓸데없는 교양 과목을 전공했고, 그래서 나는 아인 랜드나 조지 오웰의 책이나 20세기에 출간된 유토피아와 디스토피아를 다룬 책의 대부분을 읽었었다. 그리고 그 책들은 굉장히 매력적이었다."라고 답했다. 러빈은 또한 "줄기 세포 연구와 도덕적 이슈"에 관심이 있다고 언급했다. 예술적인 영향에 대해 러빈은 1984년과 로건의 탈출을 인용하여, 사회를 "우리가 사람이라는 사실 때문에 정말 재미있는 생각들이 엉망이 돼버린다"고 표현했다.
개발자들에 의하면, 바이오쇼크는 시스템 쇼크 시리즈의 정신적 후속작이며, 그 시리즈의 제작자들이 제작했다. 러빈은 자신의 팀이 시스템 쇼크 2를 제작한 이후 이와 같은 맥락의 게임을 제작할 생각을 했었다고 말했다. 2006년 E3 기자 간담회에서 처음으로 공개한 비디오에 삽입된 러빈의 내레이션에 의하면, 그는 시스템 쇼크 시리즈와 바이오쇼크 간의 유사성이 많다고 지적했다. 그 중 몇 개의 게임 요소를 비교해보면, 바이오쇼크의 플라스미드는 시스템 쇼크 2의 "초감각적 능력"(Psionic Abilities)과 비슷한 기능을 하고, 두 게임 다 보안 카메라와 기관총 터렛, 적대적인 로봇 비행물체 등을 처리해야 하며, 또한 해킹을 할 수 있다는 것이 비슷하다. 또한 탄약 관리는 "게임플레이의 주요 특징"으로 강조되며, 바이오쇼크의 오디오 녹음 내용과 시스템 쇼크 시리즈의 이메일 기록은 스토리텔링 역할을 한다. 시스템 쇼크 2의 "유령"(참사가 일어난 곳에서 나타나는 허상)도 바이오쇼크에 존재하며, 다수의 탄약 종류와 변경할 수 있는 무기 또한 그렇다. 추가적으로, 아틀라스는 무전기를 통해 플레이어를 안내하는데, 시스템 쇼크 2의 제니스 폴리토 역시 같은 방식으로 안내하고, 둘 다 중반부에서 반전을 일으키는 인물이다. 두 게임은 또한 창의적인 게임플레이를 고려하여, 플레이어에게 임무를 완수하기 위한 방법이 하나 이상 주어진다.

### 게임 엔진
바이오쇼크는 이래셔널 게임즈 사의 게임 타이틀 스와트 4와 스와트 4: 더 스테츠코프 신디케이트에 사용되었던 고도로 수정된 언리얼 엔진 2.5를 사용했다. 2006년 5월에 열렸던 E3 인터뷰에서 레빈은 언리얼 엔진 3의 기능도 일부분 포함되어 있다고 발표했고, 그러면서 그는 향상된 수중 효과를 강조하면서 "우리는 이 게임을 위해 수중 효과 프로그래머와 수중 예술가를 고용했는데, 그들은 정말로 죽여줬고(kicking ass), 이런 물을 여러분들은 본 적이 없었을 것"이라고 말했다. 이런 그래픽적 향상은 평론가로부터 좋은 평가를 받았고, 게임스팟에서는 "바닥에 물이 고여있든 폭발 후 바닷물이 난입하든, 이 모든 광경이 당신을 놀라게 할 것"이라고 언급했다. 바이오쇼크의 윈도우 버전은 Direct3D 10 (DirectX 10)을 이용하는데, 시스템의 하드웨어 및 소프트웨어 요구사항에 맞는다면 DirectX 9에도 실행이 가능하나, 요구사항에 맞지 않는다면 비디오 옵션을 바꿔볼 필요가 있다. 이 두 API 사이엔 그래픽 품질에 약간의 차이를 보이는데, 부가적인 수중 반영 효과나 부드러운 파티클 효과가 그렇다. 하지만 그것들은 플레이어의 관점에서 보면 차이가 매우 미묘하다고 한다. 바이오쇼크는 또한 하복 물리 엔진을 사용하였는데, 그 엔진은 게임 안에서의 물리 계산을 향상시키며, 래그돌 피직스 효과를 집적시키고, 게임 속 환경의 요소들의 더욱 사실적인 움직임이 가능하도록 한다.
바이오쇼크의 게임 프로그래머인 크리스 클라인은, 바이오쇼크가 "멀티스레딩을 많이 사용한다"고 했는데 다음 요소들에 개별적으로 적용되고 있다.
- 시뮬레이션 업데이트 (1개의 스레드)
- UI 업데이트 (1개의 스레드)
- 렌더링 (1개의 스레드)
- 물리 연산 (제논 프로세서에서는 3개의 스레드를 사용하나, PC는 최소 1개의 스레드만 사용)
- 오디오 상태 업데이트 (1개의 스레드)
- 오디오 프로세싱 (1개의 스레드)
- 텍스처 스트리밍 (1개의 스레드)
- 파일 스트리밍 (1개의 스레드)

### 데모
데모는 2007년 8월 12일 엑스박스 라이브 마켓플레이스에서 공개되었고, PC용 데모는 2007년]] 8월 20일 공식적으로 공개됐고, 엑스박스 라이브의 프로그래밍 감독 래리 허브(메이저 넬슨)의 팟캐스트에서 있었던 켄 레빈과의 인터뷰에서 발표되기도 했다. 데모는 초반 4~5분 가량의 게임과 튜토리얼, 설정과 초반부 줄거리가 들어있는 시네마틱 오프닝 시퀀스를 포함하고 있다. 데모는 또한 발매된 버전과는 다른 플라스미드와 무기, 보안 시스템이 등장한다. 이는 플레이어에게 완성작의 특징 몇가지를 경험하게 해주었다. 데모 공개로부터 9일간, 바이오쇼크 데모는 엑스박스 라이브에 공개된 어느 데모들보다 훨씬 높은 수준을 보였고, 백만개의 다운로드 개수에 가장 빠르게 도달한 데모가 되었다. 스팀을 통한 데모는 정식 발매 전날인 8월 20일에 공개됐고, 플레이스테이션 3용 데모는 2008년 10월 2일 플레이스테이션 스토어를 통해 공개됐다.

### 업데이트
2007년 11월 6일, 엑스박스 360용 바이오쇼크의 업데이트가 공개됐다. 그 내용은 "게임의 안정성을 개선시키고, 특히 오토세이브를 불러오는 것을 개선시킴. 또한 적들이 헬스 스테이션을 사용할 수 있게 됐고 메뉴를 불러오는 중에 생기던 작은 오디오 결함이 고쳐짐"이었다. 사용자들은 게임을 시작할 때 자동 업데이트를 통해 다운로드 해야 한다. 그러나 이 업데이트는 가끔씩 일어나는 동결(freeze) 현상이나 낮은 프레임 레이트, 약간의 오디오 관련 문제로 인해 비난을 받았다. 이 문제는 게임의 캐싱에 관련된 문제로 보였고, 게이머에 의해 수정될 수 있었다.
2007년 12월 4일에 윈도우용 바이오쇼크의 패치가 공개됐고, 엑스박스 360용으로는 업데이트 및 무료 다운로드 가능 컨텐츠(DLC)가 공개됐다. 게임의 결함을 수정한 것 외에도 새로운 패치와 컨텐츠가 생겼는데, 수평 시야 옵션 및 새로운 플라스미드, 부활 장치 미사용 옵션이 생겼다. 그 외에도 엑스박스 360용으로 달성 과제가 추가되었는데, 하드 모드에서 부활 장치 없이 게임을 클리어하는 것이다("Brass Balls", 100 포인트). 하지만 달성 과제를 위해 부활 장치 미사용으로 할 필요는 없고, 퀵 세이브가 여전히 가능하다.
2008년 11월 13일, 플레이스테이션 3용 업데이트가 공개됐는데, 약간의 그래픽 문제와 드문 경우지만 게임이 멈춰 게임기를 리셋해야 했던 오류가 고쳐졌다. 또한 '챌린지 룸'과 '뉴 게임 플러스' 기능이 추가되었다.
2009년 9월 9일, 새 업데이트가 공개됐다. 그래픽의 향상, 옵션 변화, 지원하는 언어 수의 증가, 잔인하고 선정적인 컨텐츠가 추가됐다.

### 다른 버전
2007년 8월 인터뷰에서, 플레이스테이션 3용 바이오쇼크의 실현성에 대한 질문에 그 당시 켄 레빈은 "플레이스테이션 3용 개발은 진행하지 않는다"라고 했다. 그러나 2008년 5월 28일, 2K 게임즈는 2K 마린이 플레이스테이션 3용 바이오쇼크를 개발중이며 조던 토마스가 플레이스테이션 3 버전의 감독이라고 발표했고, 그것은 2008년 10월 17일에 발매되었다. 엑스박스 360 버전보다 그래픽이 향상되진 않았으나, 플레이스테이션 3 버전은 "Horizontal Plus"라 불리는 와이드스크린 옵션을 제공하는데, 그것은 360 버전 패치를 통해 소개됐던 컷신 동영상이 DVD 버전보다 더 높은 해상도를 갖게 된 것이었다. 플레이스테이션 3 버전만 지원하는 애드온 콘텐츠가 추가되었다. 그 중 하나는 "서바이버 모드"로, 적들이 더욱 강해지고, 부활 장치를 사용했을 때 공급받는 체력의 량이 줄어들며, 플레이어는 적에게 있어 더욱 "창의적"으로 접근해야 하며, 적은 량의 플라스미드에 의존해야 한다. 바이오쇼크는 또한 PS3 트로피와 플레이스테이션 홈을 지원한다. 데모는 2008년 10월 2일 플레이스테이션 스토어를 통해 공개됐다.
2008년 2월 12일, IG Fun은 자신들이 바이오쇼크의 핸드폰 버전에 대한 개발 및 판매권을 확보했다고 발표했다. IG Fun의 최고경영자 션 말라테스타는 "새로운 게임적 체험을 제공할 것이며 전 세계의 모든 모바일 게이머에게 최고의 재미를 보여줄 것"이라고 했다.

## 반응

### 평가
바이오쇼크는 평론가들의 극찬을 받았다. 주류 언론들은 게임의 몰입성과 게임이 나타내는 정치적 성향을 칭찬했다. 보스턴 글로브는 "아름답고, 무섭고, 가슴을 두근거리게 만드는 컴퓨터 게임이다 … 올해의 최고의 게임 중 하나"라고 말했고, 게임을 1957년 휘태커 체임버스가 "아틀라스"를 이용해 재치있게 말했던 "빅 시스터는 당신을 바라보고 있습니다."(Big Sister is Watching You)에 비유했다. 또한 와이어드 매거진도 레빈과의 간략한 특집 인터뷰 기사를 보고하며 아인 랜드와의 관계를 언급했다. 시카고 선타임즈는 "나는 누군가 아인 랜드의 소설과 철학을 바탕으로 매력 있고 재미있는 비디오 게임을 만들거라는 생각을 한번도 해 본 적이 없었다. 그런데 2K 게임즈가 그것을 이루었다 … 당신은 이 게임을 플레이하는 동안 이것이 진귀하고 잘 만들어진 비디오 게임이라고 생각하게 될 것"이라고 말했다.
로스 앤젤레스 타임즈는 "틀림없이, 이 게임은 재미있고, 볼거리도 상당하고 조작도 쉽다. 그러나 또한 이 게임은 오늘날 다른 게임이 해내지 못한 걸 해냈다는 것을 게임을 하면서 정말로 느끼게 될 것"이라고 결론지었다. 뉴욕 타임즈는 "지적이고, 화려하며, 가끔씩 무섭다"라고 묘사했으며, 덧붙여 "도덕에 기초한 스토리라인과 화려한 아트 디렉션, 그리고 훌륭한 성우 연기, 또한 바이오쇼크는 여태까지 만들어진 최고의 게임 중에서 1등을 유지하고 있다"라고 말했다.
게임 랭킹즈에 의하면, 바이오쇼크의 엑스박스 360 버전의 평균 리뷰 점수는 95.4%를 유지하고 있으며, 오렌지 박스와 그랜드 테프트 오토 4을 이어 플랫폼 내에서 세 번째로 높은 평가를 받았다. PC 버전은 95.2%에 달하는데, 하프라이프 2와 오렌지 박스를 이어 플랫폼 내에서 세 번째로 높은 평가를 받았고, 모든 플랫폼을 통틀어 16번째로 높은 평가를 받았다. 또한, 바이오쇼크는 메타크리틱에서 평균 96점을 받았는데, 이것으로 2007년 최고의 엑스박스 360 게임에 뽑혔다. 게임스파이는 "피할 수 없는 분위기"라고 바이오쇼크를 칭찬했고, 공식 엑스박스 매거진은 게임의 "믿기 힘들 정도로 대단한 줄거리"와 "어안을 벙벙하게 만드는 사운드트랙과 음향 효과"를 칭찬했다.
바이오쇼크의 자유롭고 매끄러운 게임플레이와 전투 시스템은 호평받아 왔고, 물과 같은 그래픽 요소들의 질 역시 칭찬받았다. 바이오쇼크의 게임 요소들의 조합에 대해 "이것이 얼마나 다루기 쉬운 수단인지 아직까지는 최고의 증명일 것이다. 이건 더 이상 다른 그럴싸한 게임 엔진에 슈팅 게임을 덮어 쓴 것이 아니라, 줄거리가 존재하고 전 세계가 상상했던 게임 중 가장 설득력있고 정교하며 예술적인 게임이다."라고 적었다. 디스이즈게임은 이 게임을 "한 마디로 표현하자면 명품"이라고 평가했다.
그러나 평론가들은 약간의 결함을 비추기도 하였다. 하프라이프에서 죽었을 때 되살아 나는 것과 비슷한 부활 시스템인 "비타 체임버스"(부활 장치)는 원래 적의 체력을 조절하면 안되나, 특정한 방법을 통해 적을 꺾는다면 가능하여, 게임플레이에서 가장 큰 결함 중 하나라는 비판을 받았다. IGN은 엑스박스 360 버전의 조작과 그래픽이 PC 버전보다 못하다고 말했다. 예를 들어 무기나 플라스미드를 바꿀 때 컴퓨터의 마우스가 360의 래디얼 메뉴보다 편하다는 것과, 그래픽 역시 높은 해상도에서 약간 더 좋다는 것이다. 바이오쇼크는 1인칭 슈팅 게임과 롤플레잉 게임의 혼합형 장르로 눈길을 끌었는데, 두 명의 평론가들은 바이오쇼크의 주인공과 그가 직면한 문제들 둘 다 비슷한 종류의 게임보다 결함이 더 있다는 것을 발견했다. 몇몇의 평론가들은 인공지능이 좋지 않아 스플라이서의 공격 행동이 한정되어있음을 찾아냈다. 그리고 도덕적 선택 부분이 너무 "흑백논리적"이라고 말했다. 몇 명의 평론가들과 조너선 블로우와 같은 에세이스트들은 또한 게임이 플레이어에게 주는 "도덕적 선택"(리틀 시스터를 살리거나 죽이거나의 선택)에 흠이 있다는 것을 발견했다. 그 이유는 게임에 정말로 영향을 주진 않고 플레이어에게 결국 리틀 시스터가 그저 정비공일 뿐이고 정말 중요하지 않다고 생각하도록 이끈다는 것이다.

### 수상
2006년 E3에서 바이오쇼크는 게임스팟을 포함해서 IGN, 게임스파이와 게임트레일러스의 "Trailer of the Year" 상을 비롯해 다양한 게임 전문 사이트에서 몇 개의 "Game of the Show" 상을 수상했고, 바이오쇼크는 2007년 라이프치히 게임 컨벤션에서 "Best XBOX 360 Game" 상을 받았다. 게임 발매 후, 2007년 스파이크 TV 시상식에서 바이오쇼크는 "Best Game", "Best XBOX 360 Game", "Best Original Score" 부문을 수상했고, "Best Shooter", "Best Graphics", "Best PC Game", "Best Soundtrack" 부문에 후보로 지정되었으나 떨어졌다. 또한 2007년 BAFTA에서 "Best Game" 상을 수상했으며, 엑스플레이는 "Game of the Year", "Best Original Soundtrack", "Best Writing/Story", "Best Art Direction" 부문에 상을 주었다.
IGN이 "Best of 2007"로 선정했던 바이오쇼크는 "Game of The Year 2007"에 후보로 올랐으나 떨어졌지만, "PC Game of the Year", "Best Artistic Design",, "Best Use of Sound" 부문을 수상하였다. 게임스파이는 바이오쇼크를 세 번째 올해의 게임으로 선택했고, "Best Sound", "Best Story", "Best Art Direction" 부문에 상을 주었다. 게임스팟 역시 "Best Story" 부문에 상을 주었고, 게임프로도 "Best Story", "XBOX 360 Game of the Year", "Best Single-Player Shooter" 부문을 수여했다. 바이오쇼크는 2008년 게임 개발자 초이스 어워드에서 "Best Visual Art", "Best Writing", "Best Audio" 부문을 수상했다. 바이오쇼크는 기네스 세계 기록의 기네스 북: 게이머즈 에디션 2008에 "Most Popular XBOX Live Demo" 부문에 이름을 올렸다. 바이오쇼크는 게임 인포머가 선정한 최고의 비디오 게임 오프닝 10위 중 1위를 차지했다.

### 판매
엑스박스 360 버전은 2007년 8월 490,900장을 판매해 베스트셀러 게임 3위로 올랐다. 월 스트리트 저널은 게임에 대한 매우 긍정적인 평가에 따라 테이크투의 주식이 일주일 만에 "20% 가까이 치솟았다"고 보고했다. 2008년 6월 5일, 테이크투는 바이오쇼크가 220만장이 판매되었다고 발표했다. 2008년 6월 10일 인터뷰에서 엔비디아의 컨텐츠 사업 개발 부사장인 로이 테일러는 PC 버전이 100만장 이상 팔렸다고 발표했다.

### 기술적·DRM 이슈
바이오쇼크가 발매된 이후, 몇 개의 문제들이 특히 윈도우 버전에서 많이 발견되었다. 바이오쇼크 데모와 발매 버전에서 시야 범위(FOV)는 4:3 비율에 비해 시야가 좁은 와이드스크린이 사용됐었고, 그로 인해 플레이어의 시각에서 확대된 화면은 방향 감각 상실과 멀미(특히 컴퓨터 배치의 특징상 스크린 가까이서 게임을 하는 사람들)를 유발하여 왜 와이드 스크린을 다루게 됐는지에 대한 개발자들의 초기 보고문과 충돌하였다. 이것은 개발 도중에 결정된 디자인이었다. 2007년 12월 4일 공개된 1.1 패치를 통해 옵션 메뉴에 'Horizontal FOV Lock' 설정이 추가되었고, OFF로 설정해 잘린 화면 없이 올바른 와이드 시야 범위를 사용할 수 있게 됐다.

잘못된 FOV의 와이드스크린과 4:3 비율을 겹쳐 놓은 그림. 4:3 비율 부분은 붉은 부분이다.

윈도용 바이오쇼크(패키지 발매 버전과 스팀 발매 버전)는 복사 방지 소프트웨어 시큐롬을 사용하고, 인증을 위한 인터넷 연결이 필요했다. 그런데 이 두 인증 절차의 오작동으로 책임을 요구하는 경우가 많이 보도됐었다. 2007년 8월 23일 새벽, 오스트레일리아 발매 당시 2K 서버의 고장으로 고쳐지기 전까지 인터넷 인증을 거칠 수 없어 게임을 실행하지 못하는 경우가 있었다. 원래 사용자마다 시큐롬 게임 인증 횟수는 2번으로 한정되어있다. 그런데 게임을 지우고 재설치를 해도, 여전히 시큐롬 인증을 해야했다. 그런데 바이오쇼크 설명서에 적혀진 잘못된 전화 번호와, 미국 이외에 사는 사람들은 비싼 해외 전화를 이용해야 했기 때문에 문제는 더 악화되었다. 이에 2K 게임즈와 시큐롬은 인증 횟수를 5회로 늘렸다고 답했다. 그러나, 발매 전에 인증 횟수에 대한 정보가 2K 게임즈로부터 나오지 않았기 때문에 여전히 불만은 남아있었다. 사용자들은 또한 같은 컴퓨터에서 다른 사용자마다 인증이 필요하다는 것을 발견했고, 몇몇 사람들로부터 소비자의 공정 이용권을 제한하려 했다는 비판을 받았다. 이것에 대해 2K 게임즈는 인증 제한이 목적이었다고 하며 부정했다.
최초 발매 두 달 후, 2K는 사용자들에게 부당하게 날아간 인증 횟수를 되돌려주기 위해 특별한 설치·제거 프로그램을 개발함으로써 소비자들의 불만 완화를 시도했다. 그러나 이 프로그램은 상황을 완화시키지 못했다. 한 명 이상의 사용자 계정이 등록된 PC에 설치된 게임에 한 PC당 한번만 작동한다는 것(사용자 계정 당 인증 수를 세는 것과 다르다)과, 설치가 부득이하게 취소되었을때(예로 하드 디스크 오류 같은) 인증을 되돌릴 수 없어 사실상 인증 횟수를 영구적으로 날린 거나 다름없었다. 2K 게임즈는 이런 문제들에 대해 취소 툴 FAQ에 명확하게 언급했고, 이 상황의 소프트웨어 해결책을 찾을 때까지 그들은 기본적인 조건을 5번의 제한 이상의 횟수 추가를 요구하는 모든 추가 요청을 수락할 것이라고 발표했다.
2008년 6월 19일, 2K 게임즈는 인증 제한을 없애고 설치를 제한 없이 할 수 있게 했다. 그러나 온라인 인증은 여전히 남아있었다. 2007년 8월 켄 레빈은 인증 시스템을 비활성화 시킬 것을 약속했고, PC용 패키지 발매 후 게임에 대한 문제는 더 이상 생기지 않았다.
시큐롬 소프트웨어가 바이러스 및 악성코드 검사 프로그램에 바이러스로 검출되자, 루트킷이 설치된 것이 아니냐는 논쟁이 벌어지기도 했다. 그러나 2K 게임즈는 그것을 부정했다. 그러나, 바이오쇼크 삭제시 시큐롬이나 레지스트리 키에 의해 몇몇의 설치된 파일들이 지워지지 않았고, 이 파일들 중 몇몇은 원래 방식대로 지우기가 불가능하다.
바이오쇼크는 또한 픽셀 셰이더 2.0b를 지원하는 그래픽 카드(예로 Radeon X800/X850가 있고, 2004년에서 2005년까지는 최고의 그래픽 카드로 인정받았었다)를 지원하지 않아 비판을 받았고, 밸브의 스팀을 통한 발매 당일 약 24%의 조사 대상 하드웨어가 수집됐었다. 사용자들은 픽셀 셰이더 2.0을 호환하는 소프트웨어를 만드는데 노력을 기울였고 약간의 진전이 보였으나, 2K 게임즈는 공식 패치에 픽셀 셰이더 2.0 지원을 추가할 가능성에 대해 언급하지 않았다.

## 기타 매체

### 후속편
게임의 높은 판매율과 평론가들의 극찬에 답하여, 테이크 투의 회장 슈트라우스 젤닉이 투자자를 대상으로 한 컨퍼런스 콜을 통해 게임을 프랜차이즈의 한 부분으로 고려해야 한다고 밝혔다. 그는 "매년 신작을 내놓던 그랜드 테프트 오토 시리즈가 지금은 믿을 수 없는 정도로 시리즈가 망가졌다"라고 말했다. 2K 게임즈의 회장 크리스토프 하트만은 영화 스타 워즈 시리즈의 프랜차이즈와 비교해 "앞으로 바이오쇼크의 후속작은 5개가 더 나올 수 있다"라고 했으며, 2년에서 3년마다 속편을 출시할 것이라고 했다.
2008년 3월 11일, 테이크 투 인터랙티브는 바이오쇼크 2를 2K 마린이 개발하고 있다고 공식적으로 발표했다. 2008년 8월 인터뷰에 의하면, 켄 레빈은 2K 보스턴은 게임의 속편 제작에 참여하지 않는다고 말했고, 그 이유는 그들은  "정말로 다른" 게임을 제작하고 있기 때문이라고 했다. 바이오쇼크 3 또한 언급되었는데, "바이오쇼크 영화 개봉에 맞춰 발매될 수 있을 것 같다"고 했다.
바이오쇼크의 바로 다음 후속편에 대한 첫 번째 정보는 플레이스테이션 3 버전의 티저에서 공개되었는데, 티저 속에는 게임의 제목이 "바이오쇼크 2: 꿈의 바다"(Bioshock 2: Sea of Dreams)라고 표시되어있었다. 그러나 2K 게임즈의 엘리자베스 토비는 "'Sea of Dreams'는 더 이상 쓰지 않고, 그냥 "바이오쇼크 2"일 것이다."라고 말했다.
이 티저는 바이오쇼크 사운드트랙에 사용됐던 그레이트 아메리칸 송북 곡조와 거의 비슷한 더 파이드 파이퍼즈 버전의 "Dream"이 사용되었다. 2K 게임즈의 개발자들은 게임에 대해 "프리퀄(전편)의 한 부분인 동시에 속편"이라고 말했다. 바이오쇼크 2는 현재 윈도 PC·엑스박스 360·플레이스테이션 3 버전으로 출시되었으며, 전 세계적으로 2010년 2월 9일 발매되었다. 대한민국의 경우 엑스박스 360과 플레이스테이션 3 버전이 한글화되어 2월 11일 발매되었다.

### 한정판 콜렉터스 에디션
테이크투는 팬들의 서명이 5000개 이상이 된다면 스페셜 에디션을 발매할 의의가 있다고 발표했다. 그런데 서명의 수는 5시간 만에 채워졌다. 그 후 스페셜 에디션의 발매를 희망하는지에 대한 투표가 이뤄졌었고, 투표 결과가 (2K 게임즈가 운영하는) 컬트 오브 랩쳐 사이트에 공개됐다. 그리고 2K 게임즈는 개발자들의 중대한 논의 끝에 투표 결과를 받아들이겠다고 발표했다. 한정판의 겉표지에 실릴 그림을 결정하기 위해 2K 게임즈는 일종의 콘테스트를 개최하여 우승한 사람의 삽화를 사용하기로 했는데, 크리스탈 클리어 아트의 소유자이자 그래픽 디자이너인 아담 마이어가 그 상을 차지했다.
2007년 4월 23일, 컬트 오브 랩쳐는 한정판 콜렉터스 에디션에는 6인치(150mm) 크기의 빅 대디 피규어(그러나 이 중 대부분이 손상돼 많은 교체 요구가 있었다)와 제작과정이 담긴 DVD, 그리고 사운드트랙 CD가 포함되어있다고 말했다. 특별판이 발매되기 전, "사운드트랙 CD"라고 칭했던 물품을 더 랩쳐 EP로 바꾸었다.

### 화보집
2007년 8월 13일, 게임 아트워크가 담긴 화보집 "바이오쇼크: 브레이킹 더 몰드"(영어: Bioshock: Breaking the Mold)가 공개됐다. 저해상도 및 고해상도 버전이 있고, PDF 형식으로 2K 게임즈 공식 웹사이트에서 이용할 수 있다. 그 후 2007년 10월 1일까지 2K 게임즈는 손상된 빅 대디 피규어를 가지고 있는 콜렉터스 에디션 소유자들에게 배상으로 아트 북의 인쇄판을 보냈다.
2008년 10월 31일, "브레이킹 더 몰드: 개발자판(Developers Edition) 화보집 표지 컨테스트"의 우승자가 컬트 오브 랩쳐 사이트에 발표됐다.

### 사운드트랙
2007년 8월 24일, 2K 게임즈는 공식 홈페이지에 오케스트럴 스코어 사운드트랙이 공개됐다. MP3 형식으로 이용할 수 있는데, 게리 슈만이 작곡한 이 사운드트랙의 22곡 중 12곡은 게임에 쓰였다. 한정판에는 모비와 오스카 더 펑크가 리믹스한 트랙이 담긴 더 랩쳐 EP가 들어있다. CD에 담겨진 리믹스 트랙은 "Beyond the Sea", "God Bless the Child", "Wild Little Sisters"로 3곡이다. 원곡은 게임에 쓰였다.
바이오쇼크에서는 1940년대에서 1950년대의 음악을 틀어주는 축음기가 등장한다. 게임에는 총 저작권을 가진 음악(라이센스 음악) 30곡이 사용되고 있다.

### 영화
게임 발매 후 게임의 영화화가 이루어지고, 영화 300에 쓰인 크로마 키 기술을 사용해 랩쳐의 환경이 재현될 것이라는 루머가 발생했었다. 2008년 5월 9일, 테이크투는 유니버설 스튜디오과의 논의를 통해 바이오쇼크 영화를 제작하고, 감독은 고어 버빈스키, 각본은 존 로건을 차용할 것이라고 발표했다.
영화는 2010년에 개봉하기로 예정돼 있었으나, 예산 문제로 인해 제작이 중지됐다.
2009년 8월 24일, 외국에서 찰영해 제작비를 줄이자는 스튜디오의 결정에 따라 버빈스키는 자신이 제작하고 있는 랭고(Rango)로 인해 미국을 떠날 수 없어 이 프로젝트에서 빠지기로 결정했다. 그 후 후안 카를로스 프레스나디요가 감독으로 교체되고 버빈스키가 제작자로 편입되었다.

## 같이 보기
- 게임
  - 바이오 쇼크 시리즈
    - 바이오쇼크
    - 바이오쇼크 2
    - 바이오쇼크 인피니트

  - 컨뎀트 시리즈
    - 컨뎀드: 크리미널 오리진
    - 컨뎀드 2: 블러드샷

  - 시스템 쇼크 - 바이오쇼크는 시스템 쇼크의 정신적 후속작으로 여겨지고 있다.